# Мертві душі (фільм, 1960)
«Мертві душі» — радянський художній фільм 1960 року, режисера Леоніда Трауберга. За спектаклем «Мертві душі» (МХАТ), поставленим у 1932 році К. С. Станіславським і В. Г. Сахновським. Інсценування М. О. Булгакова за однойменною поемою М. В. Гоголя. На Міжнародному кінофестивалі телевізійних фільмів в Монте-Карло (1961) картині присуджений Приз критики.

## Сюжет
Екранізація відомого роману М. В. Гоголя. У повітове містечко приїжджає відставний чиновник Чичиков, що задумав екстравагантну фінансову аферу. Його дивні дії по скупці «мертвих душ» (віртуальних ревизьких кріпаків, що значаться за поміщиками) вносять неабияке збентеження в тихе життя російської провінції першої половини XIX століття…

## У ролях
- Володимир Бєлокуров — Чичиков
- Віктор Станіцин — губернатор
- Борис Ліванов — Ноздрьов
- Олексій Грибов — Собакевич
- Анастасія Зуєва — Коробочка
- Борис Петкер — Плюшкін
- Юрій Леонідов — Манілов
- Софія Гаррель — губернаторша
- Олексій Жильцов — Олексій Іванович, поліцмейстер
- Михайло Яншин — Іван Андрійович, поштмейстер
- Григорій Конський — Антипатр Захарович, прокурор
- Сергій Калінін — Селіфан, кучер Чичикова
- Ольга Вікланд — Анна Григорівна, дама, приємна в усіх відношеннях
- Людмила Макарова — Софія Іванівна, просто приємна дама
- Вікторія Радунська — губернаторська дочка
- Галина Калиновська — Єлизавета Марківна Манілова
- Ніна Агапова — дама на балу (немає в титрах)
- Юрій Нікулін — офіціант (немає в титрах)
- Валерія Дементьєва — літня дама (немає в титрах)

## Знімальна група
- Сценарист — Леонід Трауберг
- Режисер — Леонід Трауберг
- Оператор — Костянтин Бровін
- Композитор — Володимир Рубін
- Художник — Євген Куманьков